# Godofreu III de Baixa Lotaríngia
Godofreu III de les Ardenes, dit el Geperut, mort el 27 de febrer de 1076, va ser duc de Baixa Lotaríngia, marquès d'Anvers, i comte (titular) de Verdun de 1069 a 1076. Era fill de Godofreu II el Barbut (que portava els mateixos títols), i de Doda.
Va succeir al seu pare i es va casar, el 1069 amb Matilde de Toscana, filla de Bonifaci III de Toscana, marquès de Toscana, i de Beatriu de Bar, la qual vídua, s'havia casat de nou amb Godofreu II el Barbut. Godofreu III i Matilde no van tenir més que una noia, Beatriu, morta al poc de néixer (1071). Aquest matrimoni va ser un fracàs: des de 1071, els esposos van viure separats. En la lluita de les Investidures, Matilde era partidària del papa Gregori VII i dels guelfs, mentre que Godofreu sostenia l'emperador germànic Enric IV i als gibel·lins.
Va combatre el duc de Saxònia el 1075 per compte de l'emperador. El 1076 va sostenir al bisbe d'Utrecht atacat pel seu vassall Teodoric V, comte d'Holanda, i per Robert I Frisó, comte de Flandes i va ser assassinat mentre que es preparava a lliurar combat a la vora del riu Escalda.
Sense posteritat, i malgrat l'oposició de Matilde, havia designat per succeir-lo el seu nebot Jofré de Bouillon, però l'emperador va preferir designar el seu fill Conrad, i Jofré de Bouillon no va poder obtenir el Ducat de Baixa Lorena fins al 1089.

## Font
- Gottfried IV. der Bucklige Herzog von Nieder-Lothringen (1069-1076) Arxivat 2007-09-30 a Wayback Machine.